# Комарна (Сливно)
Комарна је насељено место у саставу општине Сливно, Дубровачко-неретванска жупанија, Република Хрватска.

## Историја
До територијалне реорганизације у Хрватској налазила се у саставу старе општине Метковић.

## Становништво
На попису становништва 2011. године, Комарна је имала 167 становника.
| Број становника по пописима | Број становника по пописима | Број становника по пописима | Број становника по пописима | Број становника по пописима | Број становника по пописима | Број становника по пописима | Број становника по пописима | Број становника по пописима | Број становника по пописима | Број становника по пописима | Број становника по пописима | Број становника по пописима | Број становника по пописима | Број становника по пописима | Број становника по пописима |
| --------------------------- | --------------------------- | --------------------------- | --------------------------- | --------------------------- | --------------------------- | --------------------------- | --------------------------- | --------------------------- | --------------------------- | --------------------------- | --------------------------- | --------------------------- | --------------------------- | --------------------------- | --------------------------- |
| 1857                        | 1869                        | 1880                        | 1890                        | 1900                        | 1910                        | 1921                        | 1931                        | 1948                        | 1953                        | 1961                        | 1971                        | 1981                        | 1991                        | 2001                        | 2011                        |
| 0                           | 0                           | 16                          | 30                          | 30                          | 30                          | 0                           | 0                           | 37                          | 41                          | 40                          | 32                          | 20                          | 42                          | 126                         | 167                         |

Напомена: Исказује се од 1991. као самостално насеље настало издвајањем дела насеља Сливно Равно. У 1857, 1869, 1921. и 1931. подаци су садржани у насељу Сливно Равно.

### Попис1991.
На попису становништва 1991. године, насељено место Комарна је имало 42 становника, следећег националног састава:
| Попис 1991.‍ | Попис 1991.‍ | Попис 1991.‍ | Попис 1991.‍ | Попис 1991.‍ |
| ----------- | ----------- | ----------- | ----------- | ----------- |
|             |             |             |             |             |
| Хрвати      | Хрвати      |             | 39          | 92,85%      |
| Аустријанци | Аустријанци |             | 2           | 4,76%       |
| Југословени | Југословени |             | 1           | 2,38%       |
| укупно: 42  |             |             |             |             |